# 卡緬諾戈爾斯克
卡緬諾戈爾斯克 （俄语：Каменного́рск）是俄羅斯列寧格勒州西北部的一個城市，距聖彼得堡170公里。2002年人口為6,084人。
1940年建市，1948年前稱為安特列亚（А́нтреа）。城名是俄語「石山城」的意思。